# جایزه معماری آقاخان
جایزه معماری آقاخان (به انگلیسی: Aga Khan Award for Architecture - AKAA) جایزه‌ای است که هر سه سال یک بار از سوی بنیاد شبکه توسعه آقاخان (به انگلیسی: AKDN) به یک یا چند معمار زنده اعطا می‌گردد.
این جایزه که در سال ۱۹۷۷ میلادی از سوی کریم آقاخان پایه گذاشته شده، از نظر مالی برترین جایزه معماری در جهان به‌شمار می‌آید. به برندهٔ این جایزه ۱ میلیون دلار آمریکا داده می‌شود. جایزه معماری آقاخان برخلاف جایزه پریتزکر، بر روی شیوه‌های بومی و اسلامی و راه‌کردهای معماری کهن و نوین در توسعه جهان سوم نیز متمرکز است. از دیگر جوایز این شبکه می‌توان به جایزه موسیقی آقاخان و جایزه محیط زیست آقاخان اشاره کرد.

## اهداف

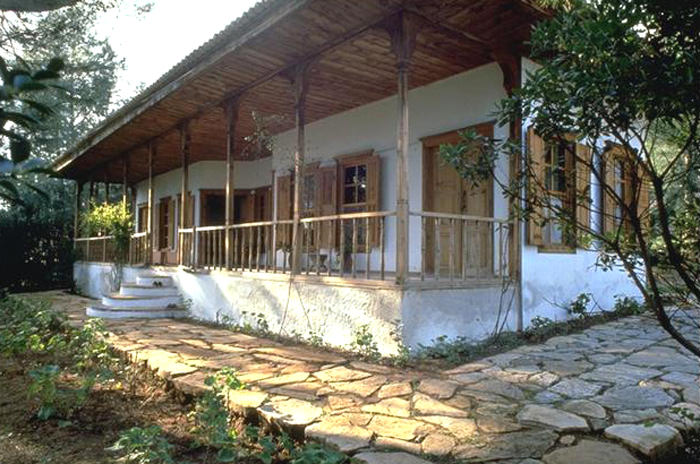
یک منزل ساخت نائل چاکرخان و برندهٔ جایزهٔ ۱۹۸۳ معماری آقاخان به دلیل استفاده از طرح‌های بومی معماری ترکیه.

هدف از این جایزه، شناخت نمونه‌های برتر معماری که هم طرح‌های نوین را دربر گیرد، هم فاکتورهای اجتماعی و بهبود و توسعه آنها، و نیز مفاهیم بازسازی، دوباره استفاده سازی، محافظت و طراحی محیط زیست عنوان گردیده است.

## آثار ایرانی برگزیده
در سال ۲۰۲۲ موزه کارخانه آرگو در تهران در میان پنج اثر برگزیده این جایزه معماری قرار گرفت.
در فهرست نهایی جایزه معماری آقاخان در سال ۲۰۲۵، دو پروژه از ایران یعنی اقامتگاه ماجرا در جزیره هرمز و پلازای متروی جهاد در تهران حضور دارند. 

## داوران
از میان هیئت داوران جایزه آقاخان می‌توان به افراد زیر اشاره کرد:
- نورمن فاستر
- محسن مصطفوی
- فرشید موسوی

## نگارخانه

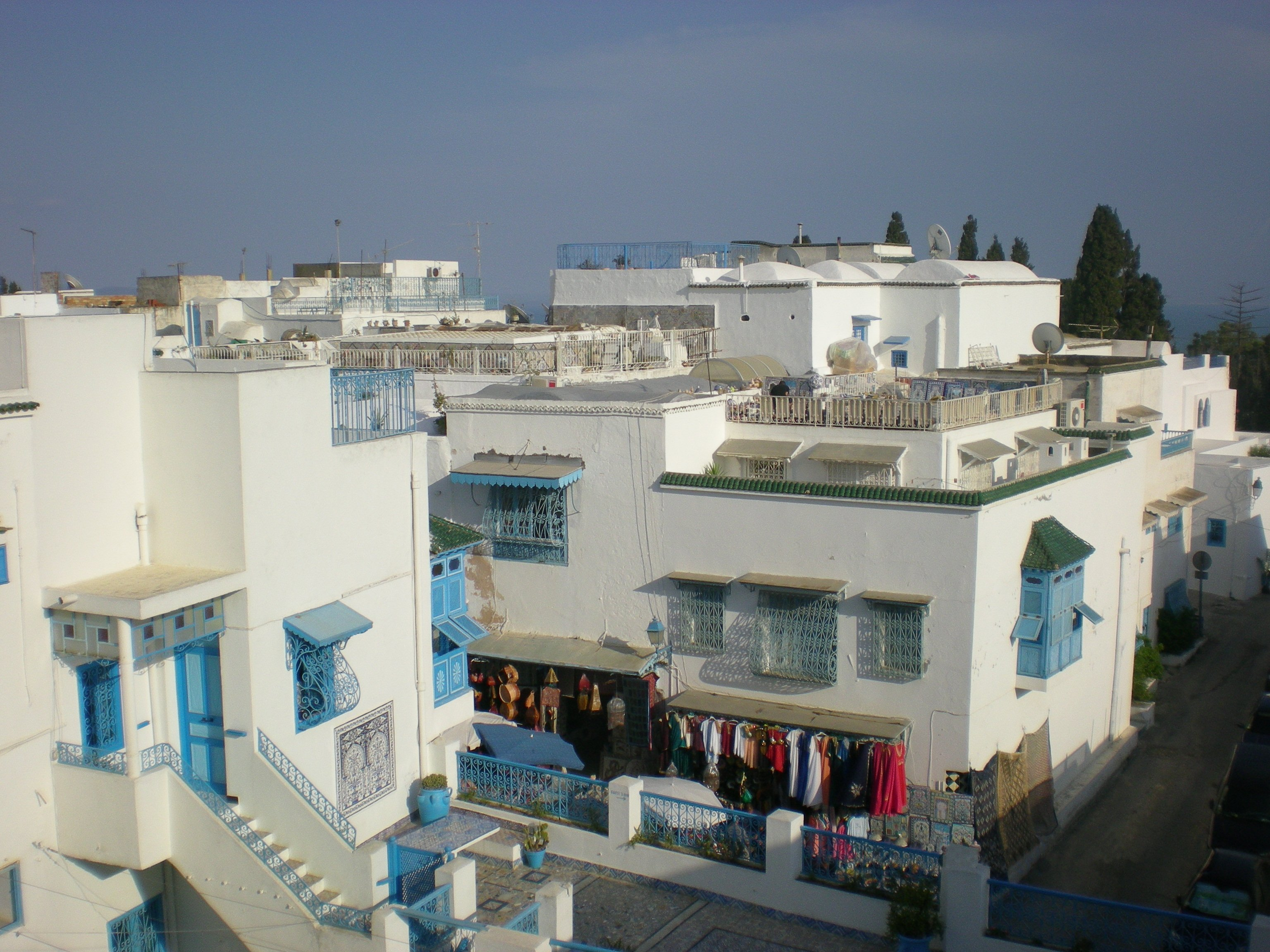